# Ódócu
Ódócu (japonsky 大堂津駅, Ódócu-eki) je neobsazená železniční stanice společnosti JR Kjúšú na trati Ničinan. Zastavují zde osobní i spěšné vlaky.